# Micropithecus leakeyorum
Micropithecus leakeyorum ist eine ausgestorbene Art der Primaten aus der Gattung Micropithecus, die vor 16 bis 15 Millionen Jahren – während des mittleren Miozäns – in Ostafrika vorkam. Micropithecus leakeyorum wurde erstmals 1989 wissenschaftlich beschrieben. Micropithecus leakeyorum ist nach der Typusart der Gattung Micropithecus, Micropithecus clarki, die zweite zur Gattung gestellte Art. Die Abgrenzung zur 1987 benannten Art Simiolus enjiessi ist umstritten.

## Namensgebung
Micropithecus ist ein Neologismus. Die Bezeichnung der Gattung ist abgeleitet aus den griechischen Wörtern μικρός (altgriechisch gesprochen mikrós, „klein“) und πίθηκος (gesprochen píthēkos, „Affe“). Das Epitheton leakeyorum ehrt den britisch-kenianischen Paläoanthropologen Louis Leakey (1903–1972) und dessen Ehefrau, die britische Paläoanthropologin Mary Leakey. Micropithecus leakeyorum bedeutet somit „Leakeys kleiner Affe“ und verweist darauf, dass die Fossilien dieser Gattung zu den kleinsten jemals entdeckten fossilen oder rezenten Arten der menschenartigen Primaten zählen.

## Erstbeschreibung
Holotypus von Micropithecus leakeyorum ist ein rund 16 bis 15 Millionen Jahre altes Unterkiefer-Fragment mit erhaltenem Prämolar P3 und den gleichfalls erhaltenen, benachbarten großen Backenzähnen M1 und M2 (Archivnummer KNM-MB 11660; KNM = Kenia National Museum, MB = Fundort Maboko). Ergänzend wurden dem Holotyp 22 weitere Fundstücke aus der gleichen Fundstelle als Paratypen beigegeben, zumeist einzeln gefundene Zähne, aber auch mehrere Unterkiefer- und Oberkiefer-Fragmente sowie ein großer Backenzahn aus der Fundstelle Majiwa, die gleichfalls am Victoriasee in Kenia liegt.
Laut Erstbeschreibung weist Micropithecus leakeyorum zu keiner anderen bekannten Art aus dem frühen oder mittleren Miozän Ostafrikas eine morphologische Nähe auf als zur älteren Typusart Micropithecus clarki, die vor 19 bis 17 Millionen Jahren im frühen Miozän lebte. Diese Nähe ergibt sich insbesondere aus der sehr ähnlichen Gestalt der Prämolaren und der großen Backenzähne bei beiden Arten der Gattung. Eine auffällige Ähnlichkeit besteht ferner mit der in China 1978 beschriebenen Art Dionysopithecus shuangouensis.
Die Morphologie des Gesichtes ähnelt – wie bei Micropithecus clarki – am ehesten den heute lebenden Gibbons, jedoch sind die Schnauze und die Nasenregion relativ breit. Die Kopf-Rumpf-Länge entspricht ungefähr dem nur rund 35 Zentimeter großen Weißstirn-Kapuzineraffen und ist etwas kleiner als die des fossilen Aeolopithecus chirobates (Simons, 1965).

## Paläoökologie
In der Erstbeschreibung von Micropithecus leakeyorum wurde erörtert, dass es in Ostafrika im Miozän neben Nyanzapithecus und Micropithecus kein weiteres Beispiel gibt für eine über mehrere Millionen Jahre existierende Gattung der Primaten, deren Arten in zeitlicher Abfolge dokumentiert werden konnten. Allerdings könne aus dieser Abfolge nicht geschlossen werden, dass die jüngere Art aus der älteren hervorgegangen sei. So weisen die erhalten gebliebenen Überreste von Micropithecus clarki zwar zahlreiche ursprüngliche Merkmale der Altweltaffen auf, jedoch auch diverse jüngere Merkmale, so zum Beispiel relativ kleine Backzähne in Relation zum Kieferknochen und sehr große Schneidezähne im Vergleich mit den Backenzähnen – Merkmale, die insgesamt auf eine früchtereiche Ernährung schließen lassen. Auch Micropithecus leakeyorum besitzt Merkmale, die auf eine früchtereiche Ernährung hinweisen, jedoch sind diese Merkmale weniger ausgeprägt als bei der älteren Schwester-Art. Dies wurde interpretiert als vermutliche Folge einer geringeren Spezialisierung auf eine bestimmte Nahrung, was dieser Art eine morphologische Nähe zu den ursprünglicheren, wesentlich älteren Altweltaffen aus Ostafrika verleihe.
Eine Erklärung für diese unterschiedlichen Merkmale ergibt sich, wenn man die Paläoökologie beachtet: Vor rund 19 Millionen Jahren waren das heutige Uganda und West-Kenia überwiegend von Wäldern bedeckt, gefördert von einem warmen und feuchten Tropen-Klima. Später veränderte sich das Klima in dieser Region, die Wälder wurden lichter und trockener. Ursache dieser Veränderungen waren vermutlich tektonische Prozesse, die örtlich Einfluss auch auf das Ausmaß der Niederschläge hatten. Für die Grabungsstätten auf Maboko Island haben detaillierte Studien der Pflanzenwelt erbracht, dass im mittleren Miozän dort offene, wenig bewaldete Landschaften existierten mit dichten Galeriewäldern entlang der Flüsse, vergleichbar der Vegetation des heutigen Nyika-Nationalparks. In solchen Biotopen, wurde geschlussfolgert, haben sich die Vorfahren von Micropithecus leakeyorum allmählich auf eine breitere Kost, die auch härtere Pflanzenfasern enthielt, eingestellt.

## Belege
1. 1 2  Terry Harrison: A new species of Micropithecus from the middle Miocene of Kenia. In: Journal of Human Evolution. Band 18, Nr. 6, 1989, S. 537–557, doi:10.1016/0047-2484(89)90017-1.
2. ↑  John G. Fleagle, Elwyn L. Simons: Micropithecus clarki, a small ape from the Miocene of Uganda. In: American Journal of Physical Anthropology. Band 49, Nr. 4, 1978, S. 427–440. doi:10.1002/ajpa.1330490402.
3. ↑  Stephen N. Gitau und Brenda R. Benefit: New evidence concerning the facial morphology of Simiolus leakeyorum from Maboko Island. In: American Journal of Physical Anthropology. Band 38, Supplemenet S20, 1995, S. 99, doi:10.1002/ajpa.1330380505, Volltext (PDF).
4. ↑  Martin Pickford, Brigitte Senut et al.: Revision of the Miocene Hominoidea from Moroto I and II, Uganda. In: Geo-Pal Uganda. Band 10, 2017, S. 1–32.
5. ↑  Elwyn L. Simons: New Fossil Apes from Egypt and the Initial Differentiation of Hominoidea. In: Nature. Band 205, 1965, S. 135–139. doi:10.1038/205135a0.
6. ↑  Terry Harrison: New finds of small fossil apes from the Miocene locality at Koru in Kenya. In: Journal of Human Evolution. Band 10, Nr. 2, 1981, S. 129–137. doi:10.1016/S0047-2484(81)80010-3.